# Baptiste Étienne Gautier d'Uzerche
Baptiste Étienne Guillaume Gautier d'Uzerche est un homme politique français né le 31 décembre 1783 à Uzerche (Corrèze) et mort le 1er février 1861 à Paris.

## Biographie
Militaire de carrière, il participe à « toutes les grandes batailles » du Premier Empire, d'Austerlitz à Waterloo. Il se lance ensuite dans le commerce et devient maire de Vaugirard en 1830. Il est député de la Corrèze de 1831 à 1848, siégeant dans la majorité soutenant les gouvernements de la monarchie de Juillet.
Il présente « à la Chambre le rapport sur les pétitions demandant le rétablissement de la statue de l'Empereur sur la colonne Vendôme, et la réclamation des cendres de Napoléon à l'Angleterre ».

## Sources
1. 1 2  Dictionnaire des parlementaires français... : depuis le 1er mai 1789 jusqu'au 1er mai 1889.... III. Fes-Lav / publ. sous la dir. de MM. Adolphe Robert, Edgar Bourloton et Gaston Cougny, 1889-1891 (lire en ligne)